# John Paxton
Pour les articles homonymes, voir Paxton.
Ne doit pas être confondu avec John Paxson.
John Paxton, né le 21 mai 1911 à Kansas City dans le Missouri et mort le 5 janvier 1985 à Santa Monica en Californie aux États-Unis, était un scénariste et producteur américain. Double lauréat du prix Edgar-Allan-Poe, il est principalement connu pour ses nombreux scénarios de films noirs écrit au cours des années 1940 et 1950. Il collabore à plusieurs reprises avec le réalisateur Edward Dmytryk et adapte de nombreux romans et nouvelles pour le cinéma, l'une de ses adaptations donnant notamment naissance au film L'Équipée sauvage de Laslo Benedek.

## Biographie
Il travaille d'abord comme journaliste et publicitaire.
En 1944, il arrive à Hollywood où il signe un contrat de scénariste pour la RKO Pictures. Il participe d'abord à l'écriture à plusieurs mains du scénario du film My Pal Wolf d'Alfred L. Werker puis se lance seul dans l'adaptation du roman Farewell, My Lovely de Raymond Chandler.
Réalisé par Edward Dmytryk, le film Adieu, ma belle (Murder My Sweet) est un succès critique et commercial qui marque les débuts du film noir. Il s'agit de la première apparition au cinéma du détective privé Philip Marlowe incarné ici par Dick Powell.
Il retrouve Dmytryk et Powell en 1945 sur le film Pris au piège dont il signe le scénario aidé de Ben Hecht d'après une histoire de John Wexley. Il participe à l'adaptation de la nouvelle Madman's Holiday de Fredric Brown pour Irving Reis qui signe le film Crack-Up (en) en 1946.
En 1947, il adapte le roman The Brick Foxhole de Richard Brooks pour Dmytryck qui réalise le film Feux croisés (Crossfire), avec Robert Young, Robert Mitchum et Robert Ryan dans les rôles principaux. Toujours pour Dmytryck, il adapte également la même année le roman So Well Remembered  de James Hilton pour le film homonyme.
Il signe les dialogues additionnels du film La Corde de sable de William Dieterle en 1949. Il travaille avec Joel Sayre (en) sur le scénario du film 14 Heures (Fourteen Hours) d'Henry Hathaway sortit en 1951.
En 1953, il écrit le scénario du film L'Équipée sauvage de Laslo Benedek d'après le roman The Cyclist de Frank Rooney. Porté par la prestation de Marlon Brando, le film est d'abord en partie censuré aux États-Unis avant de rencontrer un formidable succès critique et commercial de par le monde.
Paxton signe en 1955 une nouvelle adaptation, celle du roman A Prize of Gold de l'écrivain Max Catto pour Mark Robson puis signe une autre adaptation, celle du roman The Cobweb du dramaturge William Gibson pour Vincente Minnelli.
Il s'essaie à la comédie en signant le scénario du film Comment tuer un oncle à héritage de Nigel Patrick d'après la pièce Il faut tuer Julie de Didier Daix.
D'après le roman On the beach du romancier Nevil Shute, il écrit le scénario du film Le Dernier Rivage réalisé par Stanley Kramer, qui connaît un fort succès critique et commercial à sa sortie, suscitant la polémique ou l'admiration de la presse et des spectateurs. Il adapte l'année suivant une nouvelle d'Octavus Roy Cohen pour la série télévisée General Electric Theater puis se retire.
Il revient à l'écriture en 1971 avec le scénario de la comédie dramatique Kotch basé sur le roman homonyme de la romancière Katharine Topkins. En 1972, il retrouve le scénariste et producteur Adrian Scott avec qui il avait travaillé dans les années 1940 sur les films de Dmytryck. Ils écrivent ensemble le scénario du téléfilm The Great Man's Whiskers.
Il décède à Santa Monica à l'âge de 74 ans. Il a pour neveu le scénariste de comics Ed Brubaker.

## Filmographie

### Scénariste

#### Cinéma
- 1944 : Mon ami le loup (My Pal Wolf) d'Alfred L. Werker
- 1944 : Adieu, ma belle (Murder, My Sweet) d'Edward Dmytryk
- 1945 : Pris au piège (Cornered) d'Edward Dmytryk
- 1946 : Crack-Up (en) d'Irving Reis
- 1947 : So Well Remembered d'Edward Dmytryk
- 1947 : Feux croisés (Crossfire) d'Edward Dmytryk
- 1949 : La Corde de sable (Rope of Sand) de William Dieterle
- 1951 : 14 Heures (Fourteen Hours) d'Henry Hathaway
- 1953 : L'Équipée sauvage (The Wild One) de Laslo Benedek
- 1955 : Hold-up en plein ciel (A Prize of Gold) de Mark Robson
- 1955 : La Toile d'araignée (The Cobweb) de Vincente Minnelli
- 1957 : Police internationale (Interpol) de John Gilling
- 1957 : Comment tuer un oncle à héritage (How to Murder a Rich Uncle) de Nigel Patrick
- 1959 : Le Dernier Rivage (On the Beach) de Stanley Kramer
- 1971 : Kotch le papy sitter (Kotch) de Jack Lemmon

#### Télévision
- 1960 : General Electric Theater, épisode Aftermath
- 1972 : The Great Man's Whiskers de Philip Leacock
- 1977 : I Am the Greatest: The Adventures of Muhammad Ali (en)
- 2000 : On the Beach de Russell Mulcahy (d'après le film)

### Producteur

#### Cinéma
- 1957 : Comment tuer un oncle à héritage (How to Murder a Rich Uncle) de Nigel Patrick

## Récompenses et distinctions
- Prix Edgar-Allan-Poe 1946 du meilleur scénario pour Adieu, ma belle (Murder, My Sweet).
- Prix Edgar-Allan-Poe 1948 du meilleur scénario pour Feux croisés (Crossfire).
- Nomination à l'Oscar du meilleur scénario adapté en 1948 pour Feux croisés (Crossfire).
- Writers Guild of America Award 1972 de la meilleure adaptation pour une comédie avec Grand-père à louer (Kotch).
- Nomination au Golden Globe du meilleur scénario en 1972 pour Grand-père à louer (Kotch).